# سیارک ۹۷۹۵
سیارک ۹۷۹۵ (به انگلیسی: 9795 Deprez، نامگذاری:1996GJ19) نه هزار و هفتصد و نود و پنجمین سیارک کشف شده‌است که در ۱۵ آوریل ۱۹۹۶ کشف شد.
قدر مطلق سیارک برابر ۲۲.۴ است.